# 가마다 히로무
가마다 히로무(일본어: 鎌田 大夢, 2001년 6월 23일~)는 일본의 축구 선수이다.

## 구단 경력
그는 2020년 J3리그의 후쿠시마 유나이티드 FC에 입단했다. 2021년까지 53경기에 출전하여, 1득점을 넣었다. 2022년 J2리그의 베갈타 센다이로 이적했다.